# سایمن اولسن
سیمون اولسن (انگلیسی: Simon Olsson؛ زادهٔ ۱۴ سپتامبر ۱۹۹۷) فوتبالیست اهل سوئد است.
از باشگاه‌هایی که در آن بازی کرده‌است می‌توان به باشگاه فوتبال الفسبوری اشاره کرد.
وی همچنین در تیم‌های ملی فوتبال Sweden U17 Sweden U19 بازی کرده‌است.